# Leichtathletik-Europameisterschaften 2016/400 m der Männer

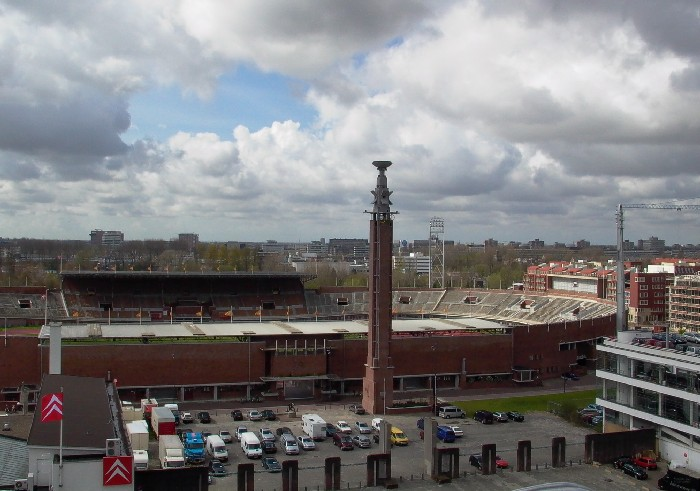
Das Olympiastadion in Amsterdam im Jahr 2005

Der 400-Meter-Lauf der Männer bei den Leichtathletik-Europameisterschaften 2016 wurde vom 6. bis 8. Juli 2016 im Olympiastadion der niederländischen Hauptstadt Amsterdam ausgetragen.
Europameister wurde der britische Titelverteidiger Martyn Rooney. Rang zwei belegte der Tscheche Pavel Maslák. Bronze ging an den Niederländer Liemarvin Bonevacia.

## Bestehende Rekorde
| Weltrekord           | 43,18 s | Michael Johnson  | WM Sevilla, Spanien | 26. August 1999   |
| Europarekord         | 44,33 s | Thomas Schönlebe | WM Rom, Italien     | 3. September 1987 |
| Meisterschaftsrekord | 44,52 s | Iwan Thomas      | EM Budapest, Ungarn | 21. August 1998   |

Der bestehende EM-Rekord wurde bei diesen Europameisterschaften nicht erreicht. Die schnellste Zeit erzielte der spätere Europameister Martyn Rooney im zweiten Halbfinale mit 45,04 s, womit er 52 Hundertstelsekunden über dem Rekord blieb. Zum Europarekord fehlten ihm 71 Hundertstelsekunden, zum Weltrekord 1,86 s.

## Durchführung
Für diese Disziplin kam zum ersten Mal ein neuer Austragungsmodus zur Anwendung. Die neun stärksten Athleten der europäischen Jahresbestenliste mussten in der Vorrunde noch nicht antreten, sondern stiegen erst im Halbfinale ein.

## Legende
| ‡ | einer der neun schnellsten Sprinter der Jahresbestenliste (Markierung verwendet im Halbfinale) |

## Vorrunde
Die Vorrunde wurde in drei Läufen durchgeführt. Die ersten vier Athleten pro Lauf – hellblau unterlegt – sowie die darüber hinaus drei zeitschnellsten Läufer – hellgrün unterlegt – qualifizierten sich für das Halbfinale.

### Vorlauf 1

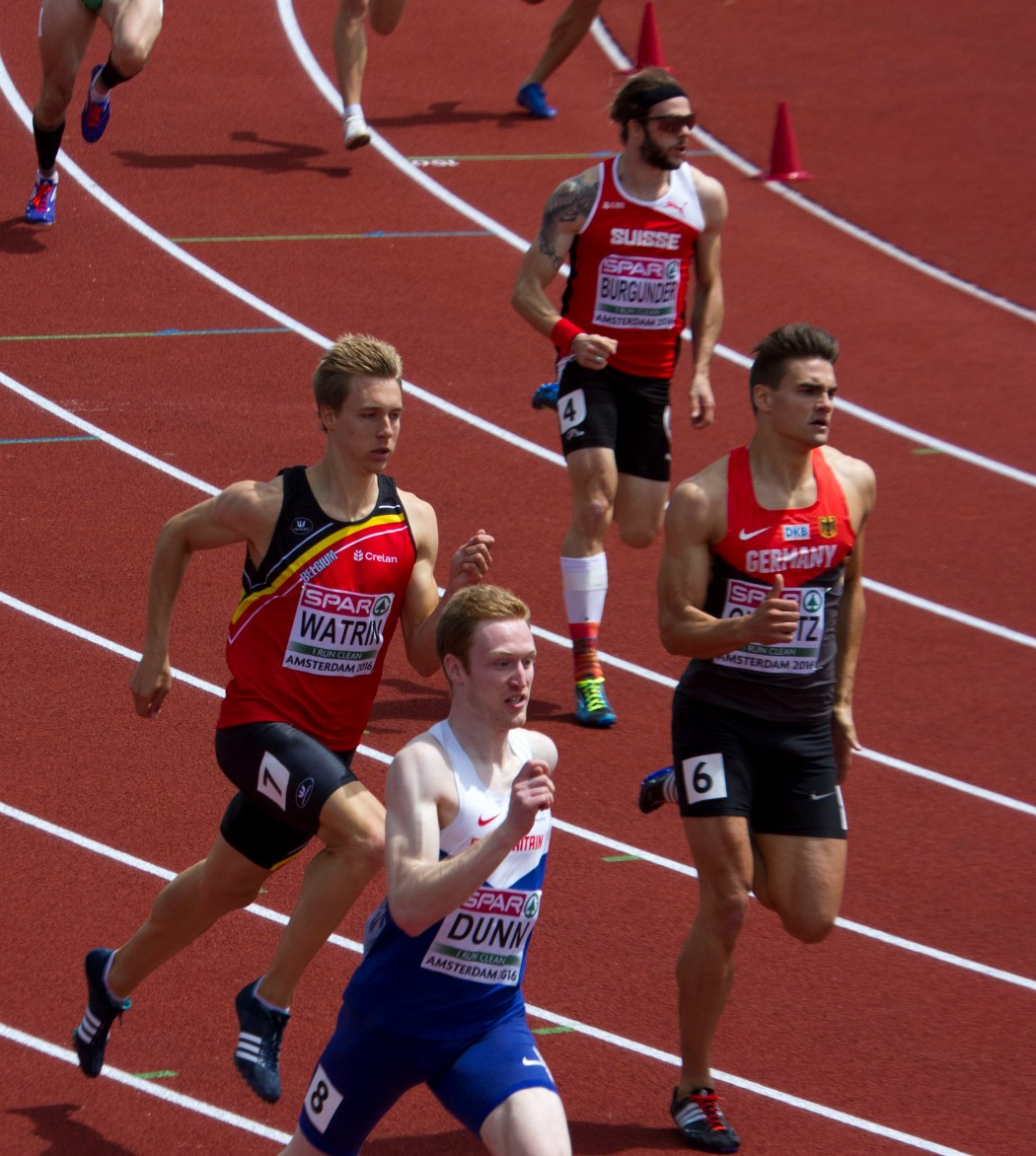
Erster Vorlauf (v. l. n. r.): Julien Watrin, Jarryd Dunn, Alexander Gladitz, Joel Burgunder
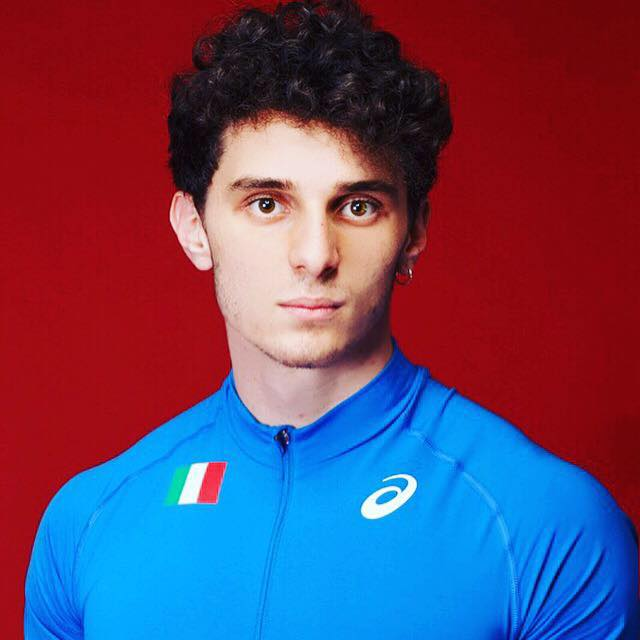
Giuseppe Leonardi wurde Achter in seinem Vorlauf und schied damit aus

6. Juli 2016, 13:35 Uhr
| Platz | Name              | Nation         | Zeit (s) |
| ----- | ----------------- | -------------- | -------- |
| 1     | Jarryd Dunn       | Großbritannien | 46,05    |
| 2     | Julien Watrin     | Belgien        | 46,10    |
| 3     | Alexander Gladitz | Deutschland    | 46,28    |
| 4     | Witalij Butrym    | Ukraine        | 46,77    |
| 5     | Joel Burgunder    | Schweiz        | 46,98    |
| 6     | Batuhan Altıntaş  | Türkei         | 47,23    |
| 7     | Craig Lynch       | Irland         | 47,61    |
| 8     | Giuseppe Leonardi | Italien        | 47,68    |

### Vorlauf 2

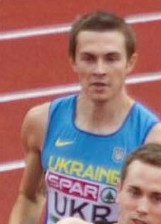
Jewhen Huzols fünfter Platz in seinem Vorlauf reichte nicht zum Weiterkommen
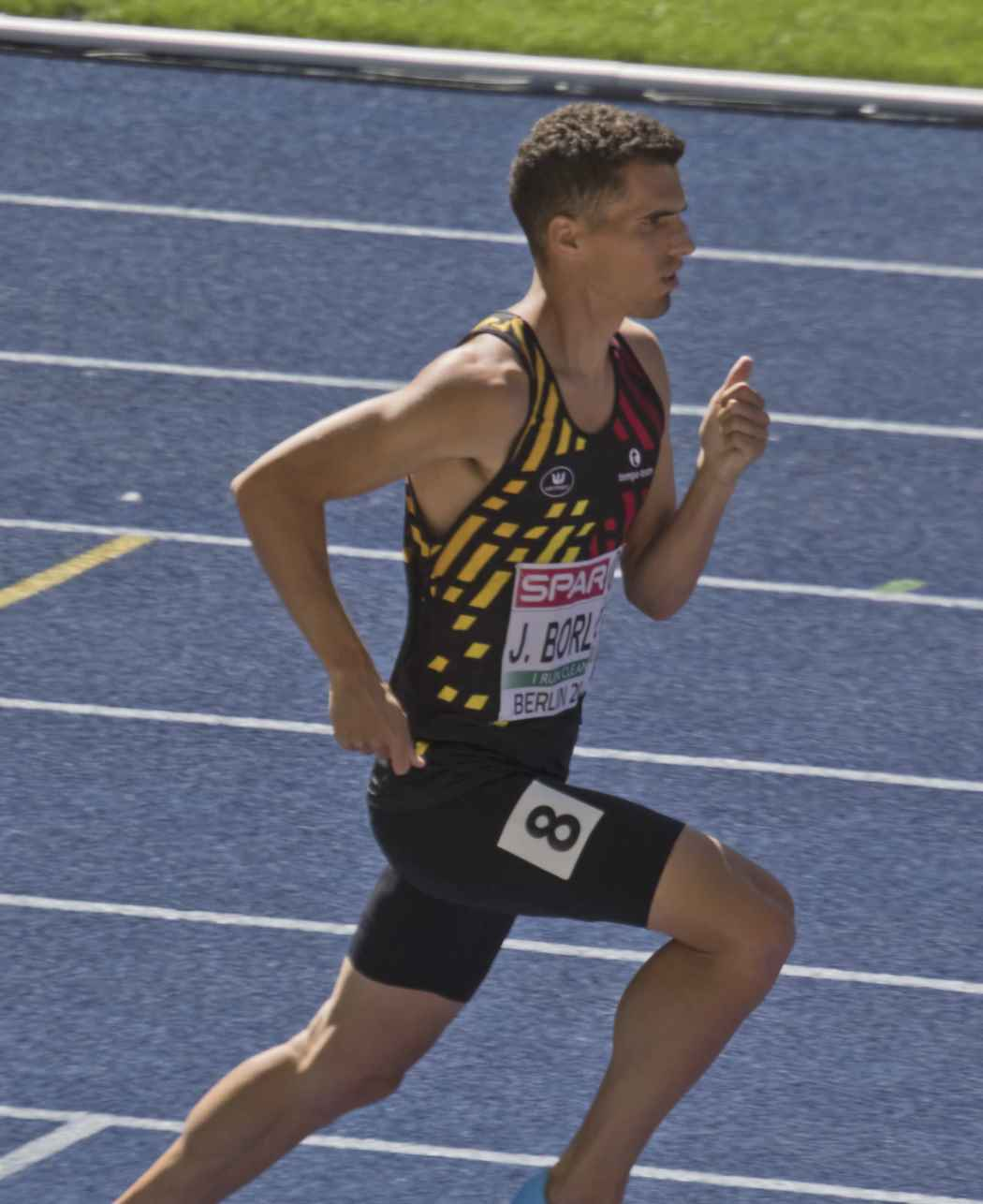
Jonathan Borlée schied als Sechster seines Vorlaufs aus
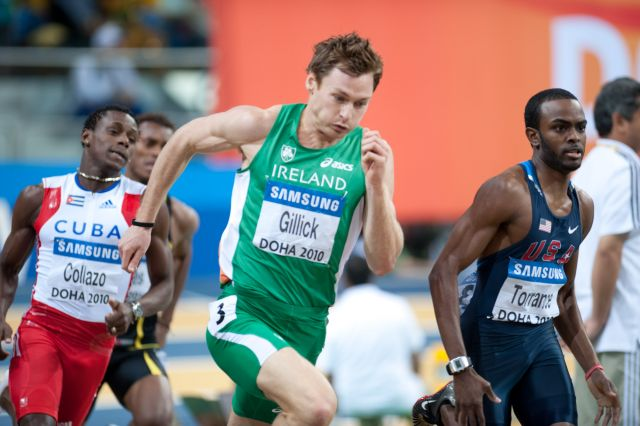
David Gillick (in Grün) – Achter im zweiten Vorlauf und damit aus dem Rennen

6. Juli 2016, 13:41 Uhr
| Platz | Name            | Nation      | Zeit (s) |
| ----- | --------------- | ----------- | -------- |
| 1     | Lucas Búa       | Spanien     | 47,00    |
| 2     | Jakub Krzewina  | Polen       | 47,09    |
| 3     | Thomas Jordier  | Frankreich  | 47,14    |
| 4     | Johannes Trefz  | Deutschland | 47,32    |
| 5     | Jewhen Huzol    | Ukraine     | 47,35    |
| 6     | Jonathan Borlée | Belgien     | 47,45    |
| 7     | David Gillick   | Irland      | 47,81    |

### Vorlauf 3

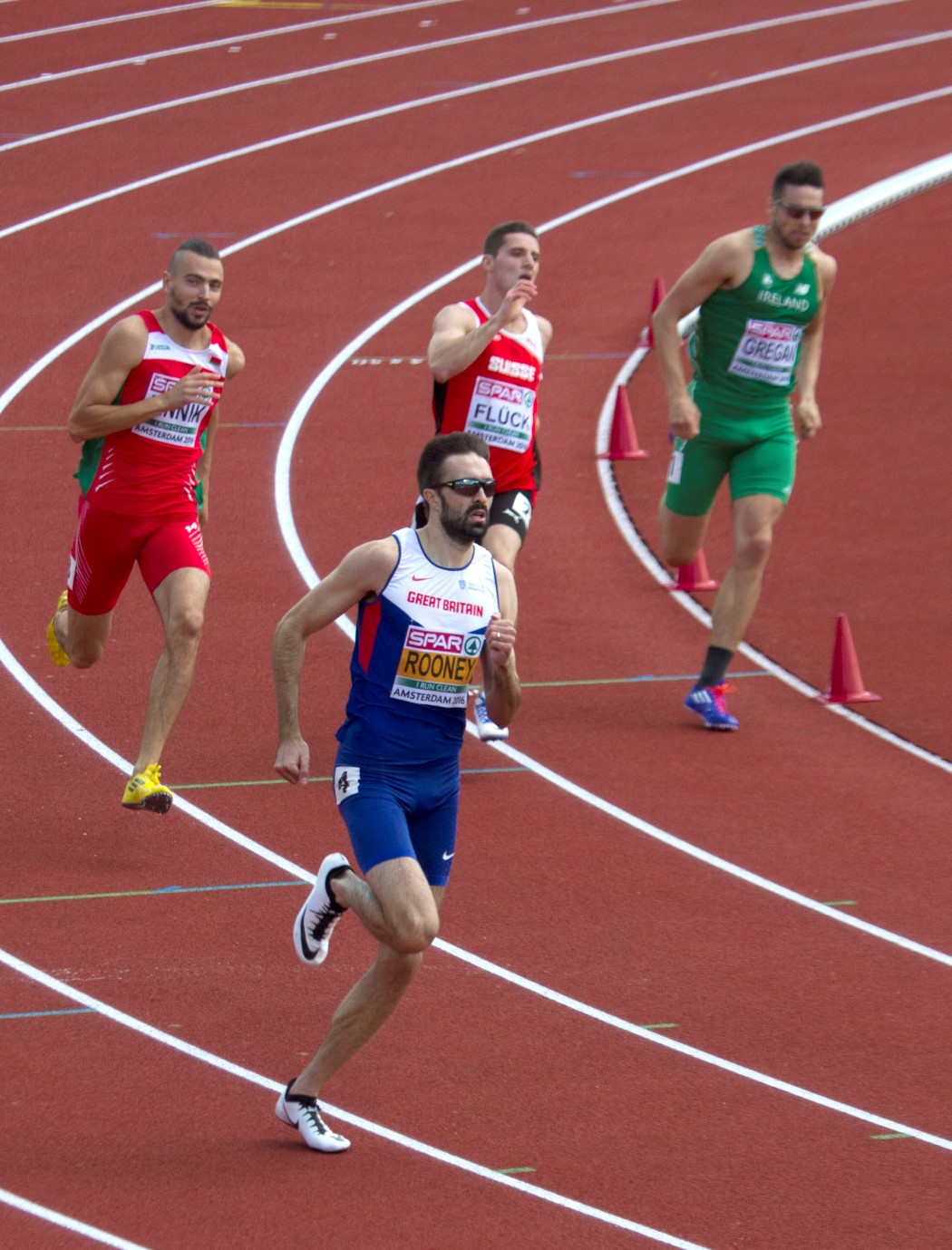
Dritter Vorlauf (v. l. n. r.): Aljaksandr Linnik, Martyn Rooney, Luca Flück, Brian Gregan
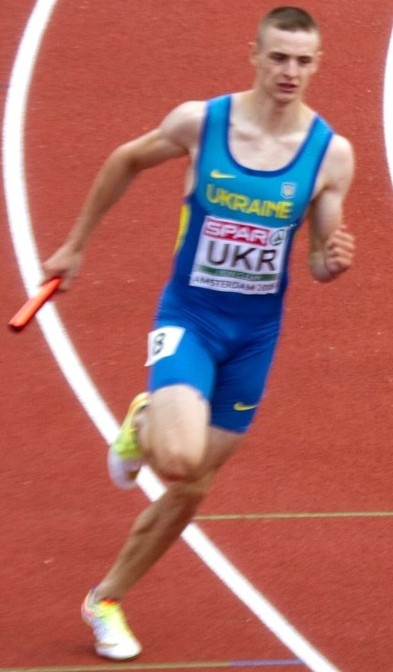
Danylo Danylenkos siebter Rang in seinem Vorlauf war zu wenig, um im Halbfinale dabei zu sein

6. Juli 2016, 13:47 Uhr
| Platz | Name              | Nation         | Zeit (s) |
| ----- | ----------------- | -------------- | -------- |
| 1     | Martyn Rooney     | Großbritannien | 46,57    |
| 2     | Mame-Ibra Anne    | Frankreich     | 46,73    |
| 3     | Mateo Ružić       | Kroatien       | 46,89    |
| 4     | Łukasz Krawczuk   | Polen          | 46,94    |
| 5     | Brian Gregan      | Irland         | 47,02    |
| 6     | Aljaksandr Linnik | Belarus        | 47,09    |
| 7     | Danylo Danylenko  | Ukraine        | 47,49    |
| 8     | Luca Flück        | Schweiz        | 47,97    |

## Halbfinale
Aus den drei Halbfinalläufen qualifizierten sich die jeweils ersten drei Athleten – hellblau unterlegt – sowie die darüber hinaus zwei zeitschnellsten Läufer – hellgrün unterlegt – für das Finale.

### Lauf 1

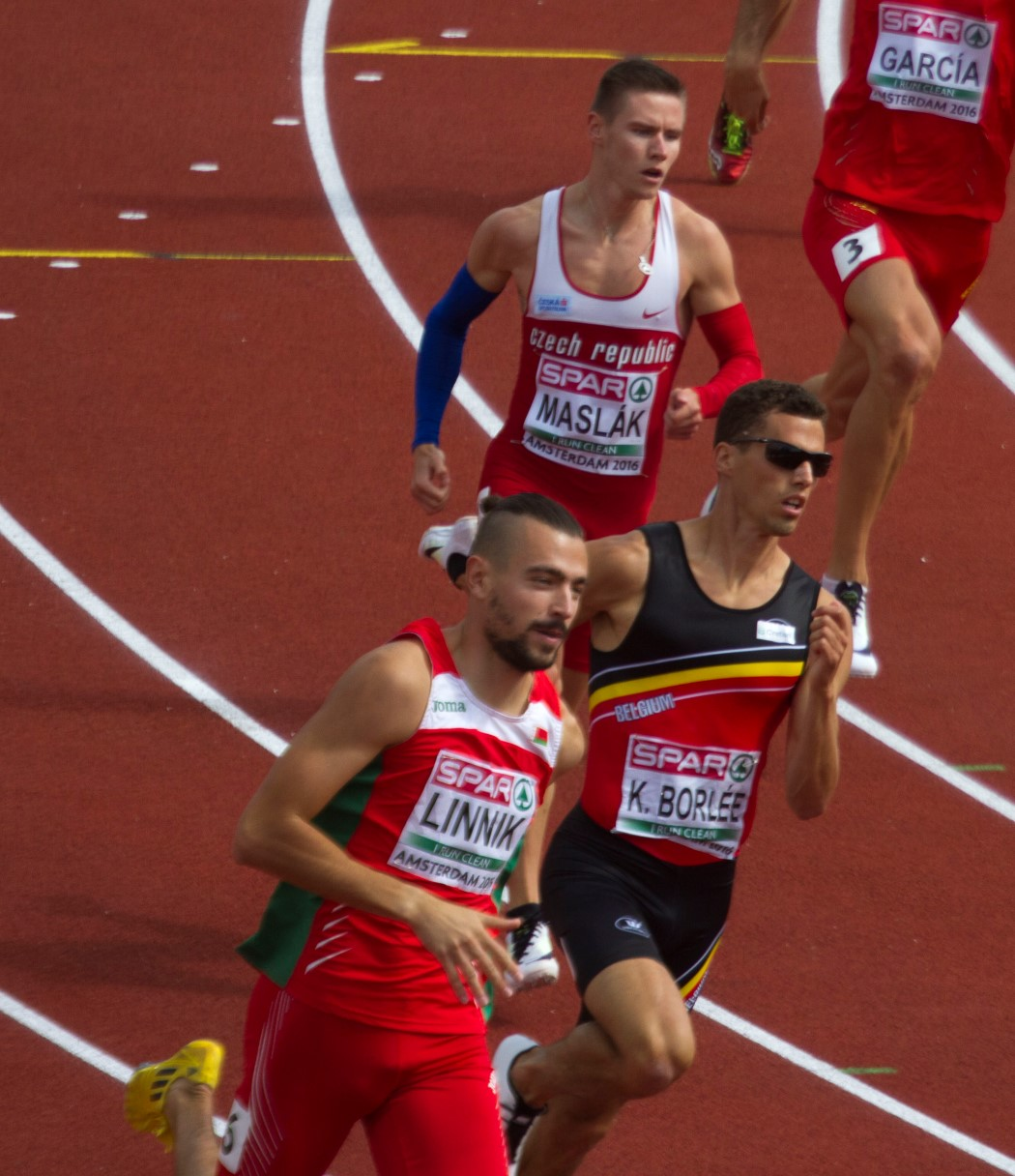
Erstes Semifinale (v. l. n. r.): Aljaksandr Linnik, Pavel Maslák, Kevin Borlée, Samuel García
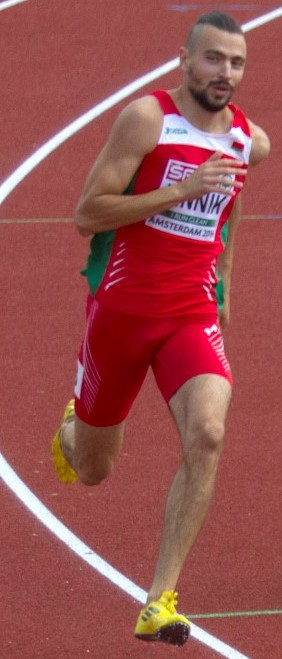
Aljaksandr Linnik – Platz drei und damit ausgeschieden

7. Juli 2016, 16:45 Uhr
| Platz | Name              | Nation      | Zeit (s) |
| ----- | ----------------- | ----------- | -------- |
| 1     | Kevin Borlée ‡    | Belgien     | 45,26    |
| 2     | Pavel Maslák ‡    | Tschechien  | 45,31    |
| 3     | Aljaksandr Linnik | Belarus     | 45,80    |
| 4     | Łukasz Krawczuk   | Polen       | 45,86    |
| 5     | Johannes Trefz    | Deutschland | 46,07    |
| 6     | Witalij Butrym    | Ukraine     | 46,07    |
| 7     | Brian Gregan      | Irland      | 46,37    |
| 8     | Samuel García ‡   | Spanien     | 46,42    |

Weitere im ersten Halbfinale ausgeschiedene Läufer:

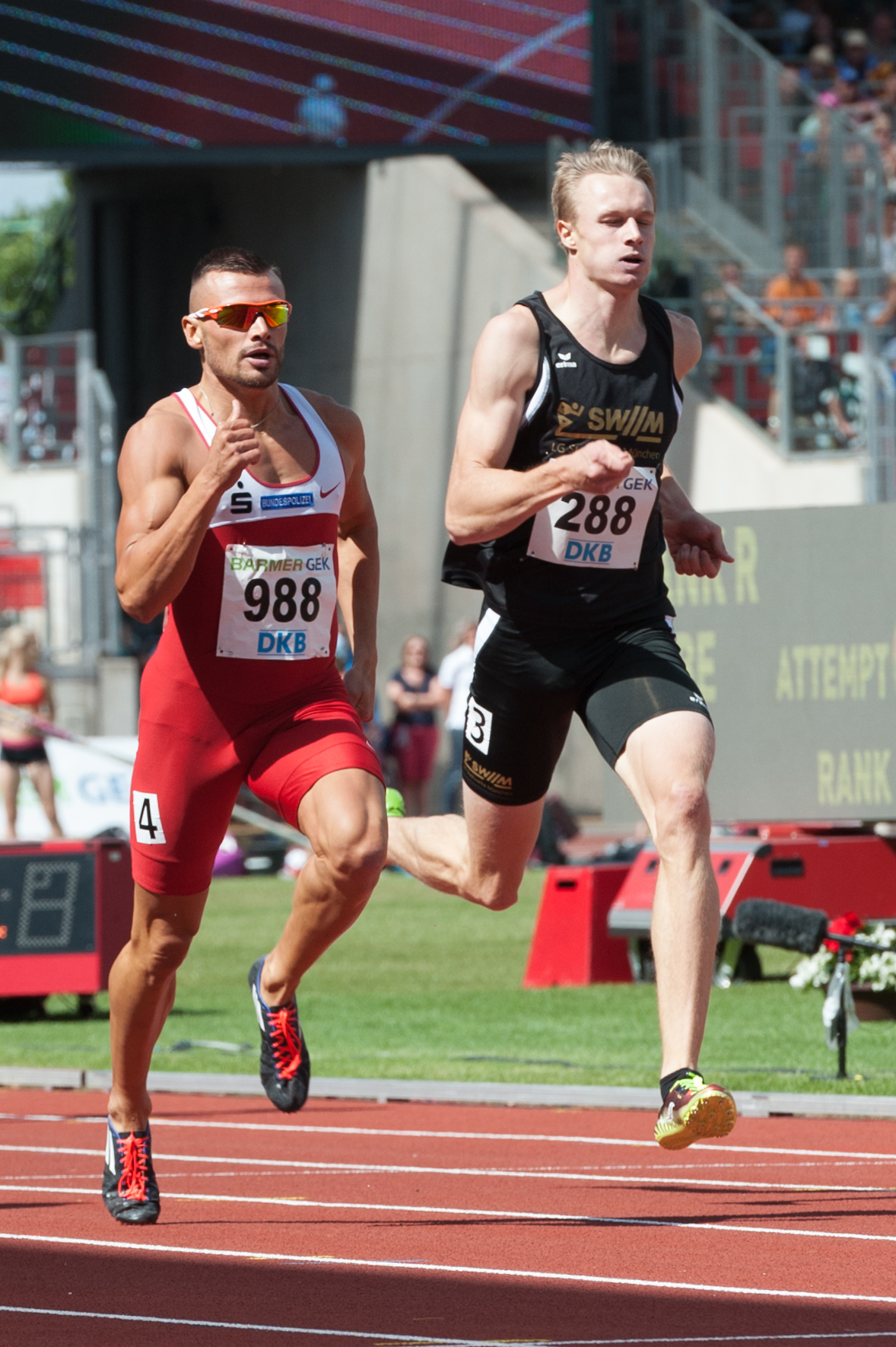
Johannes Trefz (rechts) – Platz fünf
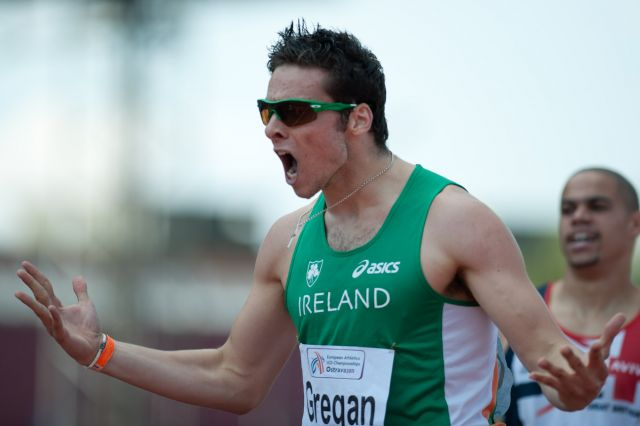
Brian Gregan – Platz sieben
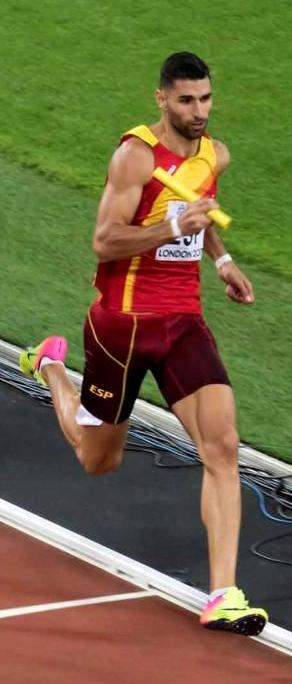
Samuel García – Platz acht

### Lauf 2

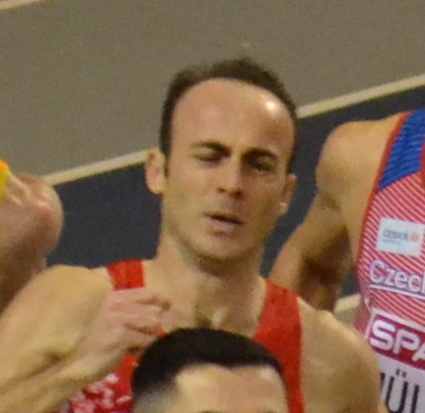
Als Fünfter seines Rennens scheiterte Yavuz Can im Halbfinale
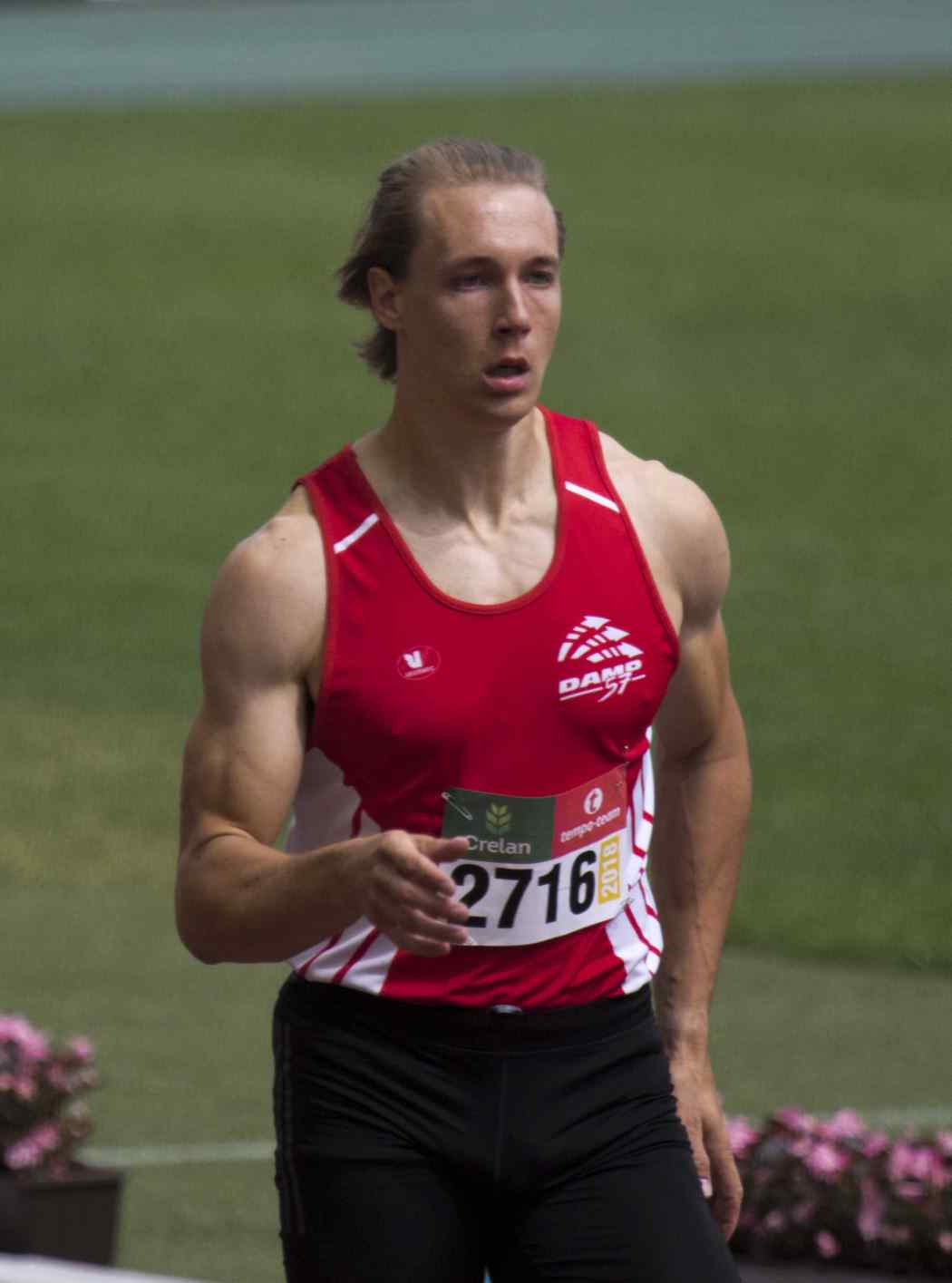
Julien Watrin erreichte als Siebter des zweiten Semifinals nicht das Finale
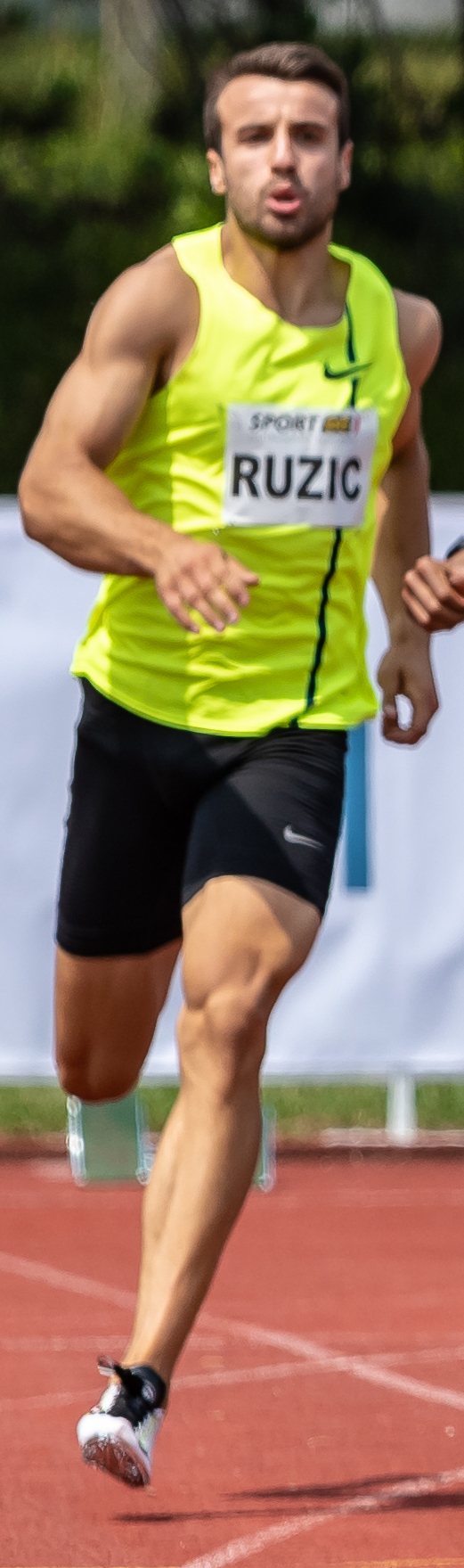
Mateo Ružić – Rang sieben in seinem Halbfinale und damit ausgeschieden

7. Juli 2016, 16:52 Uhr
| Platz | Name            | Nation         | Zeit (s) |
| ----- | --------------- | -------------- | -------- |
| 1     | Martyn Rooney   | Großbritannien | 45,04    |
| 2     | Matteo Galvan ‡ | Italien        | 45,12    |
| 3     | Rafał Omelko ‡  | Polen          | 45,14    |
| 4     | Mame-Ibra Anne  | Frankreich     | 45,39    |
| 5     | Yavuz Can ‡     | Türkei         | 45,51    |
| 6     | Julien Watrin   | Belgien        | 45,76    |
| 7     | Mateo Ružić     | Kroatien       | 47,19    |
| 8     | Joel Burgunder  | Schweiz        | 47,23    |

### Lauf 3

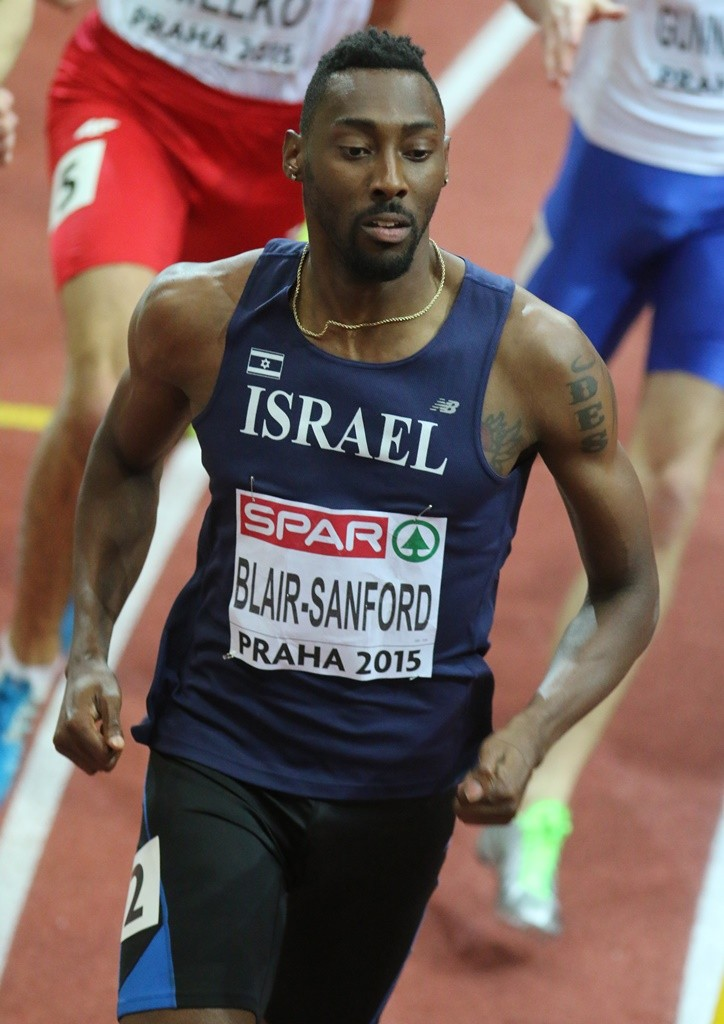
Donald Blair-Sanford – Platz drei und damit nicht im Finale
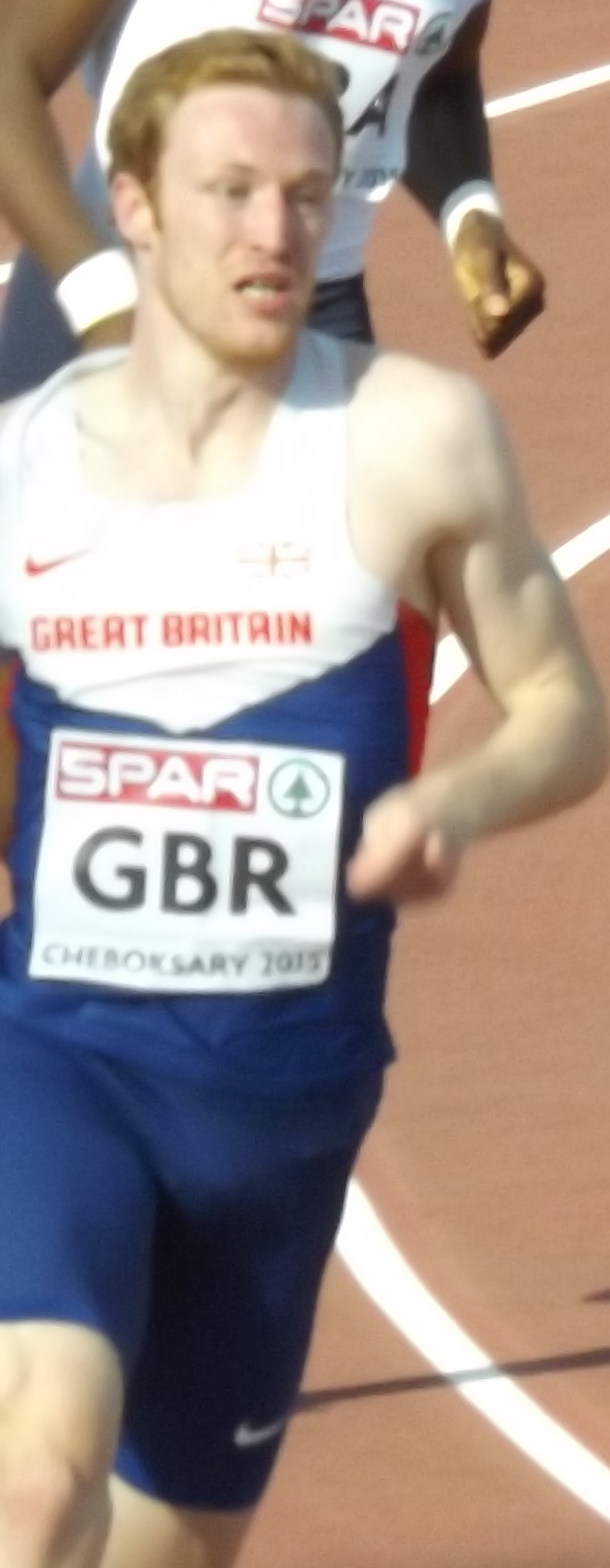
Jarryd Dunn – ausgeschieden auf Rang vier

7. Juli 2016, 16:59 Uhr
| Platz | Name                   | Nation         | Zeit (s) |
| ----- | ---------------------- | -------------- | -------- |
| 1     | Luka Janežič ‡         | Slowenien      | 45,63    |
| 2     | Liemarvin Bonevacia ‡  | Niederlande    | 45,68    |
| 3     | Donald Blair-Sanford ‡ | Israel         | 45,90    |
| 4     | Jarryd Dunn            | Großbritannien | 46,00    |
| 5     | Thomas Jordier         | Frankreich     | 46,24    |
| 6     | Lucas Búa              | Spanien        | 46,26    |
| 7     | Jakub Krzewina         | Polen          | 46,50    |
| 8     | Alexander Gladitz      | Deutschland    | 46,57    |

Weitere im dritten Halbfinale ausgeschiedene Läufer:

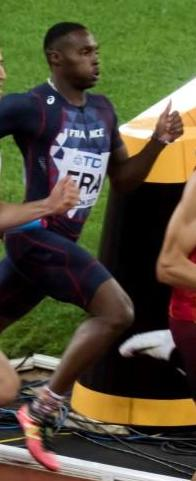
Thomas Jordier – Platz fünf
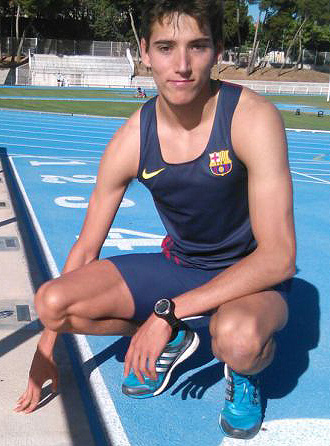
Lucas Búa – Platz sechs
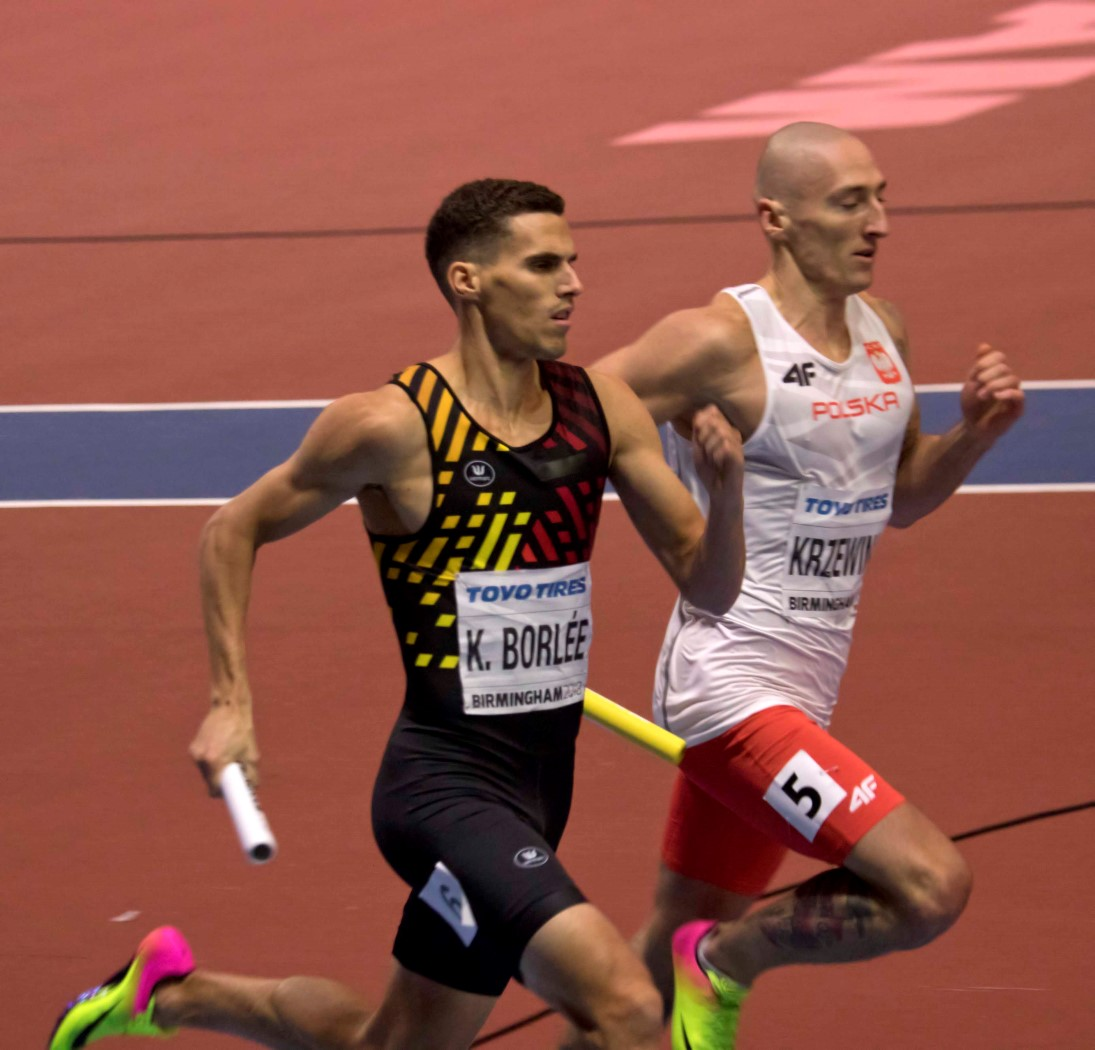
Jakub Krzewina (rechts) – Platz sieben

## Finale

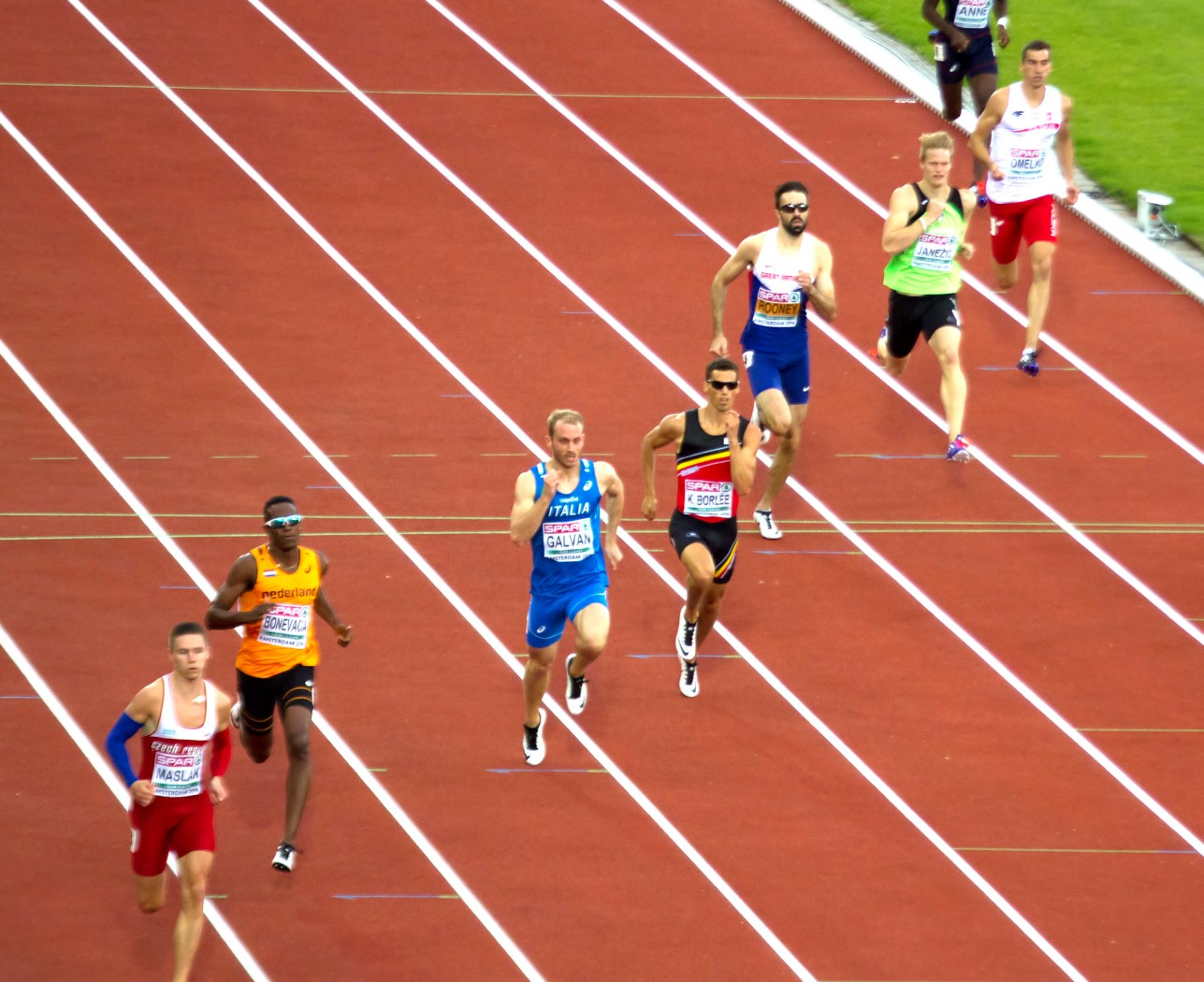
Zielgerade des 400-Meter-Finales

8. Juli 2016, 19:50 Uhr
| Platz | Name                | Nation         | Zeit (s) |
| ----- | ------------------- | -------------- | -------- |
| 1     | Martyn Rooney       | Großbritannien | 45,29    |
| 2     | Pavel Maslák        | Tschechien     | 45,36    |
| 3     | Liemarvin Bonevacia | Niederlande    | 45,41    |
| 4     | Kevin Borlée        | Belgien        | 45,60    |
| 5     | Luka Janežič        | Slowenien      | 45,65    |
| 6     | Rafał Omelko        | Polen          | 45,67    |
| 7     | Mame-Ibra Anne      | Frankreich     | 45,75    |
| 8     | Matteo Galvan       | Italien        | 45,80    |

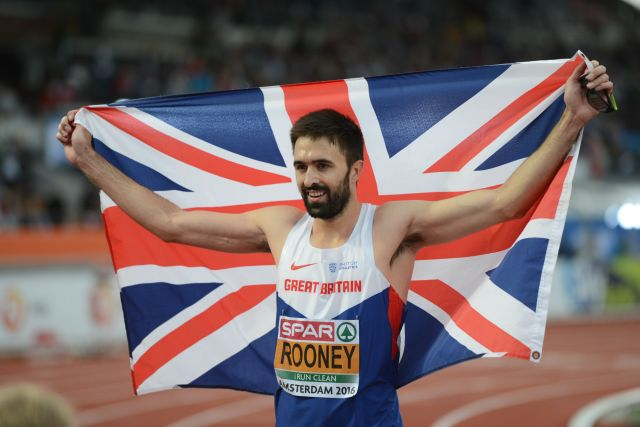
Titelverteidiger Martyn Rooney wurde erneut Europameister
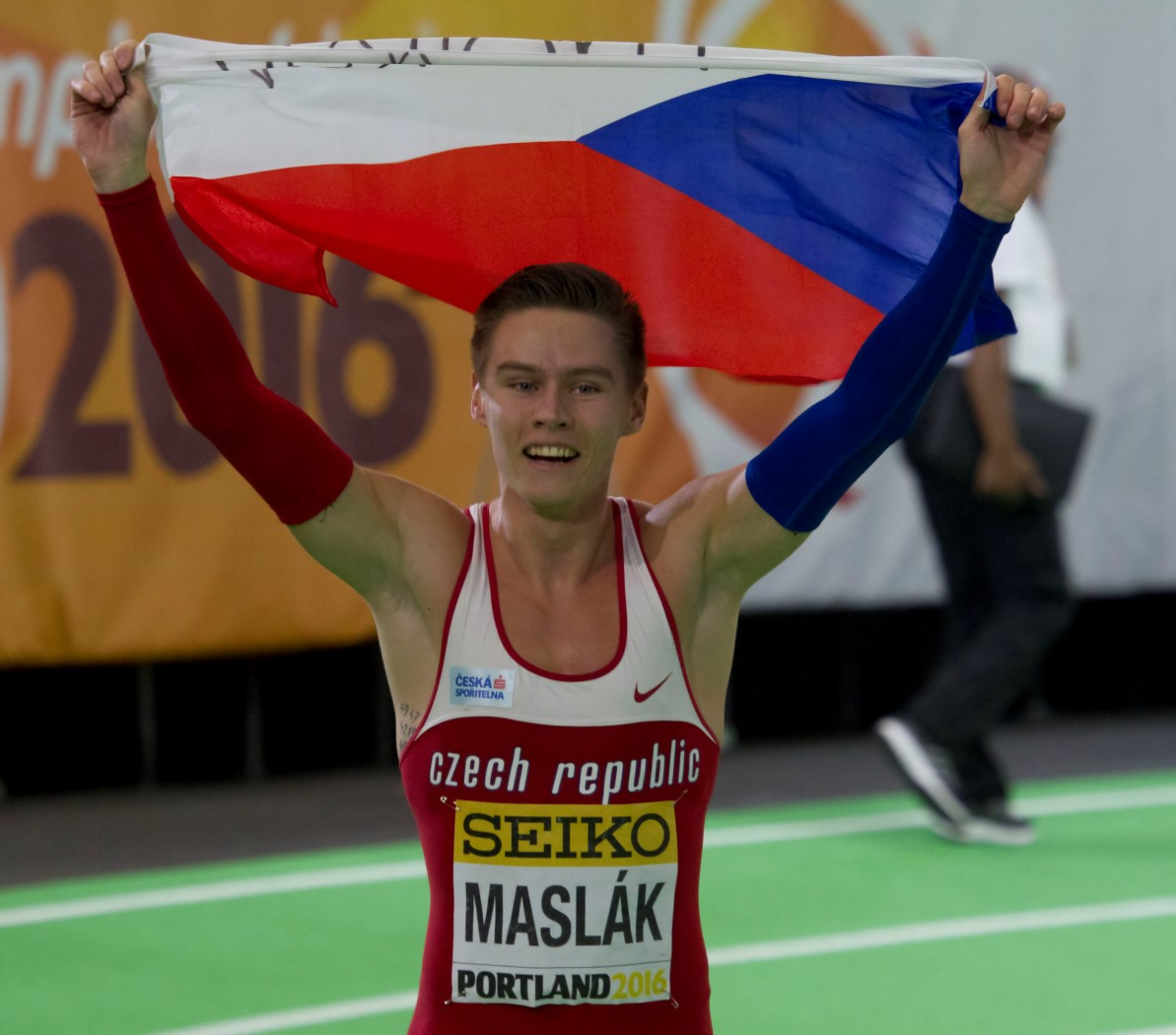
Vizeeuropameister Pavel Maslák
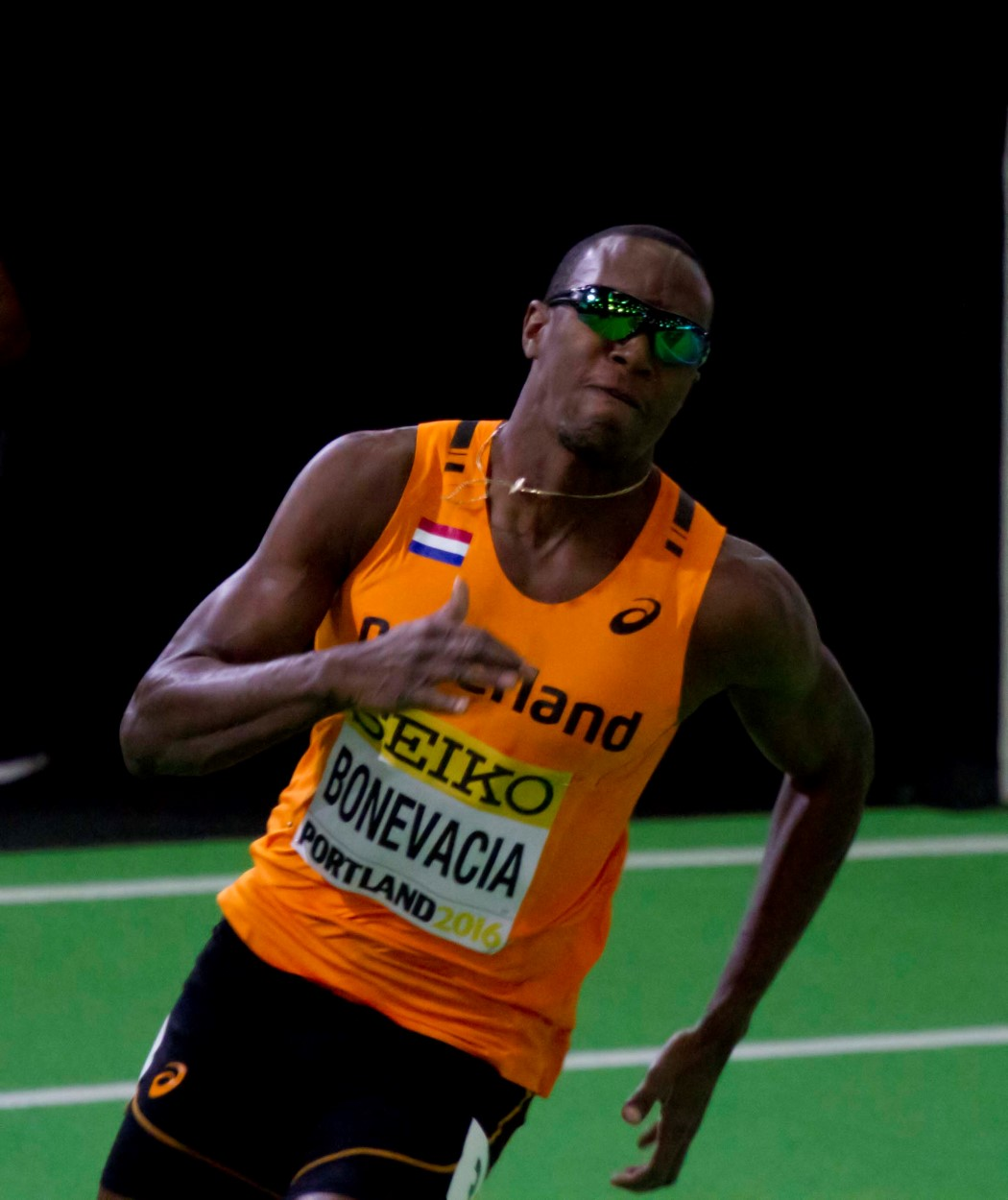
Bronzemedaillengewinner Liemarvin Bonevacia
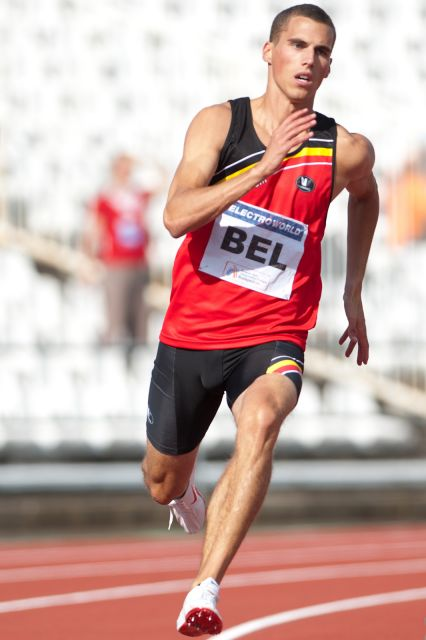
Kevin Borlée, 2010 Europameister und 2011 WM-Dritter, wurde Vierter

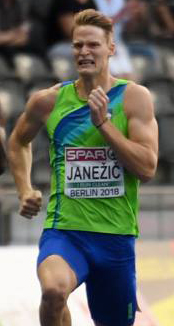
Luka Janežič erreichte Platz fünf
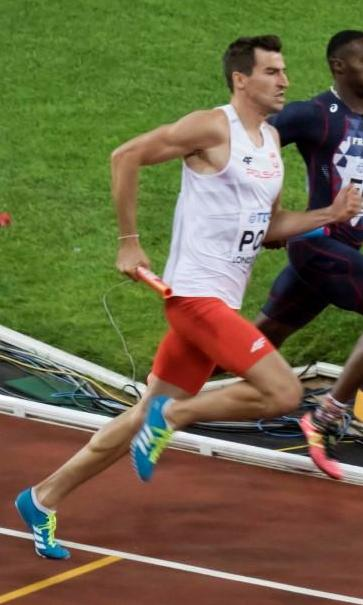
Rafał Omelko kam auf den sechsten Platz
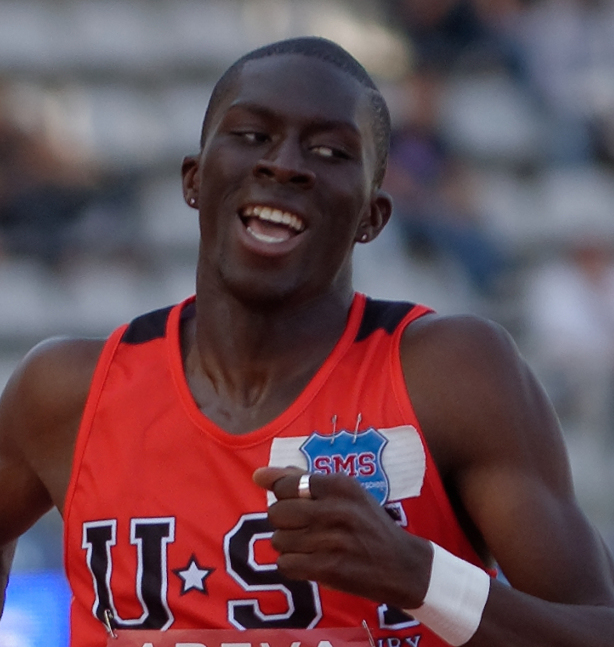
Mame-Ibra Anne belegte Rang sieben
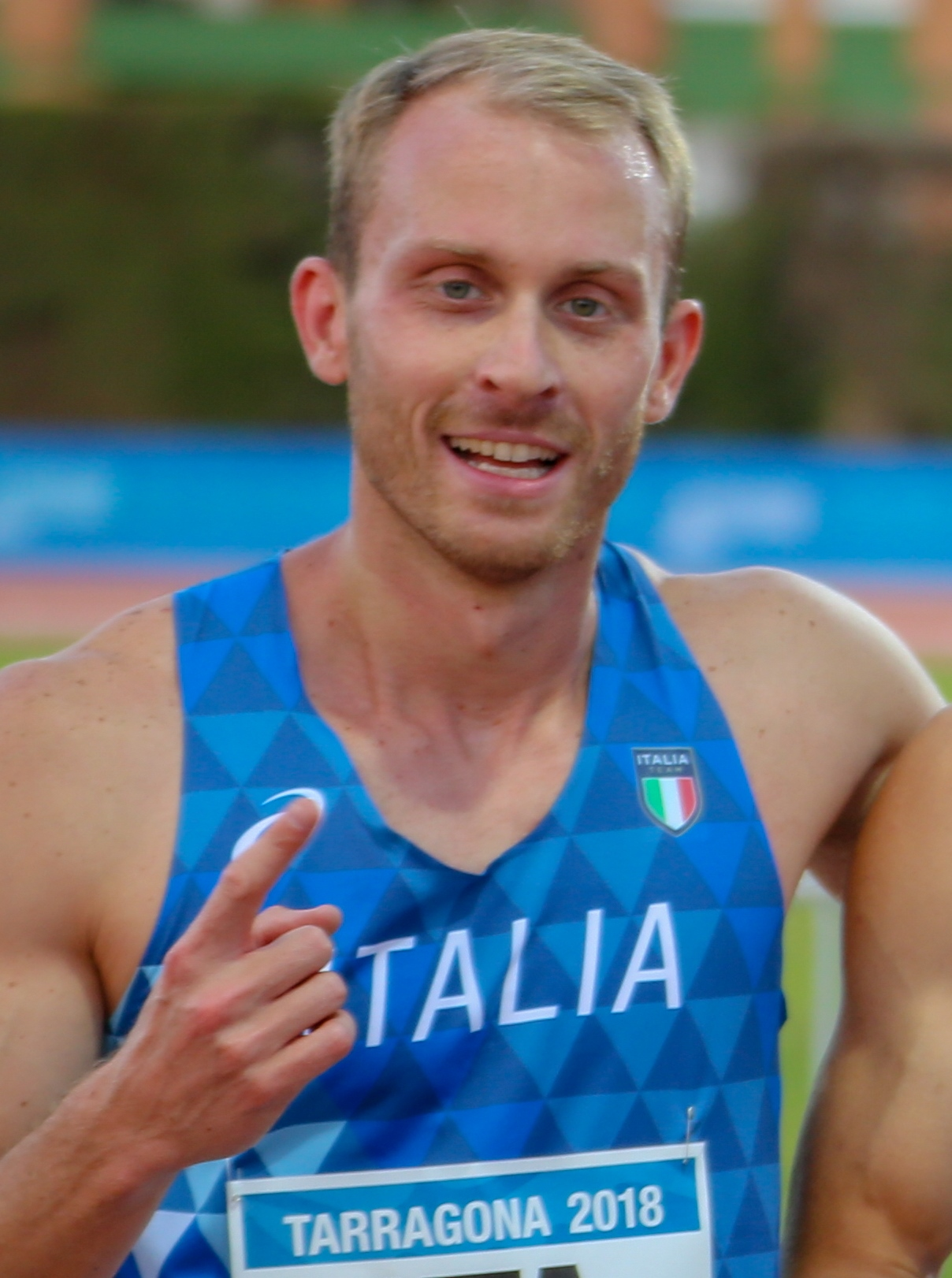
Der achtplatzierte Matteo Galvan